# Luc De Decker
Luc De Decker, né à Ninove le 13 août 1907 et mort à Meerbeke le 25 mars 1982, est un artiste-peintre belge, principalement actif comme portraitiste.

## Biographie
Luc De Decker se forme à l'Académie royale des beaux-arts de Bruxelles (atelier Jean Delville et Alfred Bastien). Il est actif comme peintre à Bruxelles dans la commune de Schaerbeek où était situé rue de l'Est 35 son atelier, jadis officine d'un maître verrier.
Il est le père de l'écrivain Jacques De Decker et de l'homme politique Armand De Decker.

## Expositions
- En 2002, à l'Hôtel communal de Schaerbeek.